# مومونی داگانو
مومونی داگانو (فرانسوی: Moumouni Dagano‎؛ زادهٔ ۱ ژانویهٔ ۱۹۸۱) بازیکن فوتبال سابق اهل بورکینافاسو است که در پست مهاجم بازی می‌کرد.
از باشگاه‌هایی که در آن بازی کرده‌است می‌توان به باشگاه فوتبال سوشو، باشگاه فوتبال خنک، باشگاه ورزشی القطر، باشگاه ورزشی الخور، باشگاه فوتبال گنگام، باشگاه ورزشی السیلیه، باشگاه ورزشی الشمال و باشگاه ورزشی الدحیل اشاره کرد.
وی همچنین در تیم ملی فوتبال بورکینافاسو بازی کرده‌است.